# Kanadská mužská basketbalová reprezentace
Kanadská mužská basketbalová reprezentace reprezentuje Kanadu v mezinárodních soutěžích v basketbalu.

## Mistrovství světa
| Rok/pořádající země                   | Účast                            |
| ------------------------------------- | -------------------------------- |
| MS 1950 Argentina                     | Ne                               |
| MS 1954 Brazílie                      | 7. místo                         |
| MS 1959 Chile                         | 12. místo                        |
| MS 1963 Brazílie                      | 11. místo                        |
| MS 1967 Uruguay                       | Ne                               |
| MS 1970 Jugoslávie                    | 10. místo                        |
| MS 1974 Portoriko                     | 8. místo                         |
| MS 1978 Filipíny                      | 6. místo                         |
| MS 1982 Kolumbie                      | 6. místo                         |
| MS 1986 Španělsko                     | 8. místo                         |
| MS 1990 Argentina                     | 11. místo                        |
| MS 1994 Kanada                        | 7. místo                         |
| MS 1998 Řecko                         | 12. místo                        |
| MS 2002 USA                           | 13. místo                        |
| MS 2006 Japonsko                      | Ne                               |
| MS 2010 Turecko                       | 22. místo                        |
| MS 2014 Španělsko                     | Ne                               |
| MS 2019 Čína                          | 21. místo                        |
| MS 2023 Filipíny, Japonsko, Indonésie | Bronzová medaile                 |
| Celkem                                | Účast – 15× · – 0× · – 0× · – 1× |

## Olympijské hry
| Rok/pořádající země | Účast                           |
| ------------------- | ------------------------------- |
| Berlín 1936         | Stříbrná medaile                |
| Londýn 1948         | 9. místo                        |
| Helsinky 1952       | 9. místo                        |
| Melbourne 1956      | 9. místo                        |
| Řím 1960            | Ne                              |
| Tokio 1964          | 14. místo                       |
| Mexiko 1968         | Ne                              |
| Mnichov 1972        | Ne                              |
| Montreal 1976       | 4. místo                        |
| Moskva 1980         | Ne                              |
| Los Angeles 1984    | 4. místo                        |
| Soul 1988           | 6. místo                        |
| Barcelona 1992      | Ne                              |
| Atlanta 1996        | Ne                              |
| Sydney 2000         | 7. místo                        |
| Atény 2004          | Ne                              |
| Peking 2008         | Ne                              |
| Londýn 2012         | Ne                              |
| Rio de Janeiro 2016 | Ne                              |
| Tokio 2020          |                                 |
| Celkem              | Účast – 9× · – 0× · – 1× · – 0× |